# Josué de Castro
Josué de Castro (Recife, 1908. szeptember 5. – Párizs, 1973. szeptember 24.) brazil tudós, aki hosszabb ideig volt az ENSZ Élelmezési és Mezőgazdasági Szervezete (FAO) végrehajtó bizottságának elnöke.

## Munkássága
Kevés brazil író művei keltettek olyan általános elismerést, mint Josué de Castro tudományos és irodalmi alkotásai, melyek 26 nyelven, számos példányban jelentek meg. A szerző célul tűzte ki, hogy az éhség problémáját sokoldalúan – földrajztudományi, biológiai, táplálkozástudományi, gazdasági és társadalmi vonatkozásban – világítsa meg.
A modern földrajztudomány módszerét alkalmazta, amikor a leírt jelenségek komplex magyarázatát nyújtotta. A haladó gondolkodású író művét áthatja a jogos felháborodás mindazon gazdasági–társadalmi tényezőkkel szemben, amelyek felelősek azért, hogy hazája kiterjedt területein ma is pusztít az éhség. Műve tudományos alapossággal tárja fel az éhezés és a hiányos táplálkozás fizikai, erkölcsi, gazdasági és társadalmi következményeit.

## Magyarul megjelent művei
- Az éhség földrajza (Geopolítica da fome); ford. Edelényi Katalin, Vértesi Judit; Szikra, Budapest, 1955
- Az éhező Brazília (Geografia da fome); ford. Sárkány László; Kossuth, Budapest, 1965
- Emberek és rákok. Regény; ford. Szalay Sándor; Kossuth, Budapest, 1968